# Medina (Dakota Północna)
Medina – miasto w Stanach Zjednoczonych, w stanie Dakota Północna, w hrabstwie Stutsman.